# Исраелян, Руслан Эдуардович
Русла́н Эдуа́рдович Исраеля́н (арм. Ռուսլան Էդուարդի Իսրայելյան; род. 19 октября 1961, Каракенд) — депутат Национального собрания Республики Арцах (непризнанной Нагорно-Карабахской Республики) 5-го (2010) и 6-го (2015) созывов.

## Биография
Родился в селе Каракенд Мартунинского района Нагорно-Карабахской автономной области Азербайджанской ССР. В 1978 году окончил там среднюю школу. С 1980 по 1982 год служил в рядах Советской армии. В 1983 году окончил сельскохозяйственный техникум города Степанакерта. В том же году поступил в Ереванский народно-хозяйственный институт, на факультет финансирования. Затем перевелся на заочное отделение данного института, который окончил в 1988 г.
В 1983—1986 годах работал в селе Каракенд в колхозе имени Кирова в качестве механика. В 1986—1987 годах работал ревизором-инспектором в финансовом отделе, где затем стал главным инспектором. В 1989—1992 годах работал заместителем директора коммунального хозяйства Нагорного Карабаха.
В 1987 году принял активное участие в Карабахском движении. В сентябре 1991 года был назначен заместителем командующего по тылу Армии обороны НКР (АО НКР). В декабре того же года сформировал спецотряд разведки. В 1992—1993 годах служил в госструктуре национальной безопасности, продолжая участвовать в различных боевых действиях. В 1994—1997 годах служил в Центральном оборонительном районе АО НКР на должностях командира роты, замкомандира батальона. Участвовал в боях за ряд населённых пунктов в Нагорном Карабахе. В 1997 году служил в военной прокуратуре непризнанной НКР в качестве начальника спецотдела.
В 1998—2000 годах работал в налоговом управлении НКР инспектором и начальником оперативного отдела. В 2000—2004 годах работал исполняющим обязанности директора ООО «Гарни». С марта 2004 года — исполнительный директор ООО «Флеш +».
Женат, имеет троих детей.

## Политическая деятельность
С 23 мая 2010 года на парламентских выборах 5 созыва НС НКР был избран депутатом на пропорциональной основе по списку партии «Свободная родина». Член постоянной комиссии по вопросам обороны, безопасности, законности. Член партии Азат Айреник «Свободная родина». Член фракции «Родина».
3 мая 2015 года был переизбран депутатом Национального собрания Республики Арцах 6-го созыва по пропорциональной системе от партии «Свободная родина».
В 2018 году покинул партию «Свободная родина» и парламентскую фракцию «Родина».

## Награды
- Орден «Боевой Крест» I степени, НКР (1999).
- Орден «Месроп Маштоц», НКР (2018).
- Медаль «Маршал Баграмян».
- Медаль «За освобождение Шуши».
- Памятная медаль «Материнская благодарность доблестным бойцам за свободу Арцаха».